# Lijst van voormalige spoorwegstations in Groningen
Dit is een lijst van voormalige spoorwegstations in Groningen.

## Leeuwarden – Groningen – Nieuweschans (Lijn B)
- Visvliet (1881)
- Hoogkerk-Vierverlaten (1903)

- Westerbroek (1913)
- Ulsda (1930)

## Meppel - Groningen (Lijn C)
- De Punt (1870)

## Noordoosterlocaalspoorweg-Maatschappij (NOLS)
De stations Stadskanaal, Wildervank en Veendam zijn nu in gebruik bij de museumlijn Stadskanaal Rail. Station Stadskanaal wordt gebruikt als hoofdvestiging en hier is een herbouwd gebouw aanwezig. In Wildervank en Bareveld zijn geen gebouwen meer aanwezig. Station Veendam is op 1 mei 2011 heropend voor reizigersvervoer als eindpunt van en naar Zuidbroek/Groningen. Tevens wordt dit station gebruikt door museumspoorlijn STAR waarbij het stationsgebouw nog bestaat.
- Stadskanaal (1906)
- Boerveensche Mond (1910)
- Bareveld (1910)
- Wildervank (1910)
- Veendam (1910) (heropend in 2011)

- Muntendam (1910)
- Noordbroek (1910)
- Nieuwolda (1910)
- Weiwerd (1910)

## Groningsch-Drentsche Spoorweg-Maatschappij (STAR)
Het station Musselkanaal is nu in gebruik bij de museumlijn Stadskanaal Rail.
- Nieuw Buinen (1924)
- Eerste Exloërmond (1924)
- Musselkanaal-Valthermond (1924)

- Stadskanaal Oost (1924)
- Ter Apel (1924)
- Ter Apel Rijksgrens (1924)

## Groninger Locaalspoorweg-Maatschappij (GLS)
- Eenrum (1922)
- Wehe-Den Hoorn (1922)
- Leens (1922)

- Ulrum (1922)
- Zoutkamp (1922)
- Roodeschool (2018)

## Spoorweg-Maatschappij 'Woldjerspoorweg' (WESTIG)
- Engelbert (1929)
- Harkstede-Scharmer (1929)
- Kolham (1929)
- Froombosch (1929)

- Slochteren (1929)
- Schildwolde-Hellum (1929)
- Siddeburen (1929)
- Tjugchem-Meedhuizen (1929)